# Conoyau d'une application linéaire
Cet article court présente un sujet plus développé dans : Conoyau.
Étant donné une application linéaire f : E  → F, son conoyau est l'espace vectoriel quotient F / Im(f ) de l'espace d'arrivée par l'image de l'application. Il peut être noté Coker(f ).
Si E et F sont de dimensions finies, alors
{\displaystyle \dim F-\dim E=\dim \mathrm {Coker} (f)-\dim \mathrm {Ker} (f)\;}.
Si E et F sont des espaces vectoriels normés complets, une application linéaire continue f est un opérateur de Fredholm si son noyau et son conoyau sont de dimensions finies (c'est donc toujours le cas sur les espaces de dimension finie). Dans ce cas, la différence dim Ker(f )-dim Coker(f ) s'appelle l'indice de f. 